# Coryphaenoides subserrulatus
Coryphaenoides subserrulatus és una espècie de peix de la família dels macrúrids i de l'ordre dels gadiformes.

## Morfologia
- Els mascles poden assolir 37 cm de llargària total.[5][6]

## Hàbitat
És un peix d'aigües profundes que viu entre 900-1180 m de fondària, tot i que ho fa, normalment, entre 900-1050.

## Distribució geogràfica
Es troba a Sud-àfrica, sud de Tasmània, Nova Zelanda (incloent-hi les Illes Chatham), les Illes Falkland, l'Argentina i la costa sud-est de Sud-amèrica.